# Гороховий суп
Горо́ховий суп, або горохівка — традиційна українська перша страва, основним складником якої є сушений горох. Залежно від сорту гороху, колір супу може бути від сіро-жовтого або жовтого до зеленого.
Гороховий суп відомий людству з давніх часів. Різновиди горохового супу є традиційною стравою в кухнях багатьох країн світу. Гороховий суп буває пісний та з м'ясом, в Україні популярні рецепти горохового супу з копченостями та грибочками.

## Приготування
Готується на кістковому чи м'ясному бульйоні із яловичини, свинини, м'яса птиці, копченостей, з горохом та овочами: цибулею, морквою, селерою, картоплею, петрушкою, кропом.
До нього додають прянощі: лавровий лист та чорний перець.
Для його приготування використовують колотий сушений лущений горох, який попередньо замочують у воді.

### Секрети швидкого розварювання гороху
Причини, чому горох погано розварюється або не розварюється: порушені терміни та умови зберігання (підвищена сухість повітря). У роздрібній торгівлі горох часто продається у відкритих контейнерах, що часто призводить до порушення умов зберігання. Частина такого гороху через дещо повільну реалізацію залежується і поступово висихає до такого стану, що його не можна нормально зварити. Горох, який продається в герметичній упаковці, не має таких проблем за умови, якщо до пакування були дотримані умови зберігання.

## Варіант 1
Якщо треба швидко приготувати страву і немає часу, або просто забули замочити горох з вечора — як бути? Є один спосіб: Промити кількість гороху стільки, скільки вам потрібно. Промивайте стільки часу, щоб вода зливалася не каламутна, а прозора (це робиться для запобігання надлишкової пінистості, а не тільки, щоб сміття змити). Коли вода стане прозорою при зливанні її з гороху — набирайте воду в каструлю і доведіть її до кипіння. Каструлю беріть по-більше розміром, бо з малої піна сильно виходить.
У киплячу воду покладіть промитий горох. Варити 10 хвилин. Потім окріп треба злити і налити нову порцію холодної води в каструлю (чим вода холодніша, тим краще). Кипіння кілька хвилин не буде, потім вода знову закипить. Після цієї процедури горох звариться швидко.
Дивіться, щоб води не було замало, бо горох підгорить — долийте скільки вважаєте за потрібне.
Цей спосіб можна також застосувати до квасолі та перлової крупи. Також можна варити горох із додаванням соди.

## Варіант 2
Якщо варіант 1 не допомагає, ви варите горох цілий день, а він все не розварюється, то у вас — старий горох. Він лежав десь на складах роками і перевищився термін його зберігання, або він зберігався за дуже низької вологості. Горох дуже висохнув і замочування у воді мало допоможе.
Не дуже старий горох можна розварити десь за 1–1,5 години до пастоподібного стану. Для цього треба використовувати посуд із товстого алюмінію або з чавуну: гусятниця, каструля з чавуну, чавунна сковорода тощо. Такий посуд стабільно підтримує максимальну температуру варіння, що не можуть звичайні каструлі. Якщо кришка посуду має легку вагу, то накривати нею посуд не бажано, бо з нею горох може дуже пінитися, і ця піна може дуже забруднити плиту. Це може статися навіть при найменшому рівні вогню (якщо у вас газова плита).
Горох, який вариться в чавунній сковорідці з низькими бортами, можна в кінці доварити у звичайній каструлі, щоб не бігати часто доливати воду при її википанні.

## Варіант 3
Одночасне варіння гороху з порізаною цибулею прискорює розварення гороху. На 200 гр. гороху треба мінімум 1 середня цибулина. Цибулю треба додавати в середині процесу варіння (наприклад, якщо варите горох 1 годину, цибулю додаєте через 30 хвилин).

## Галерея

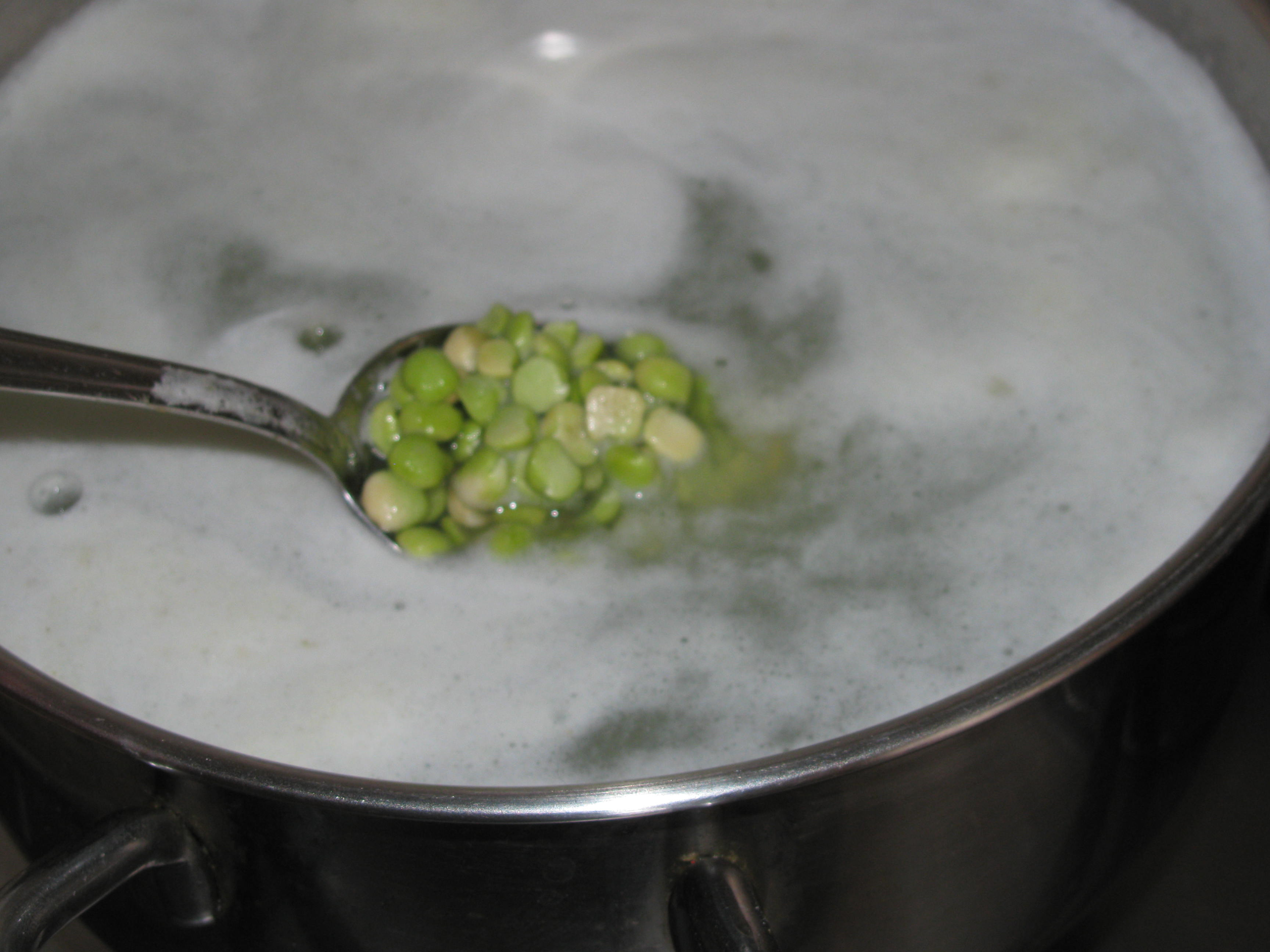
Замочування гороху
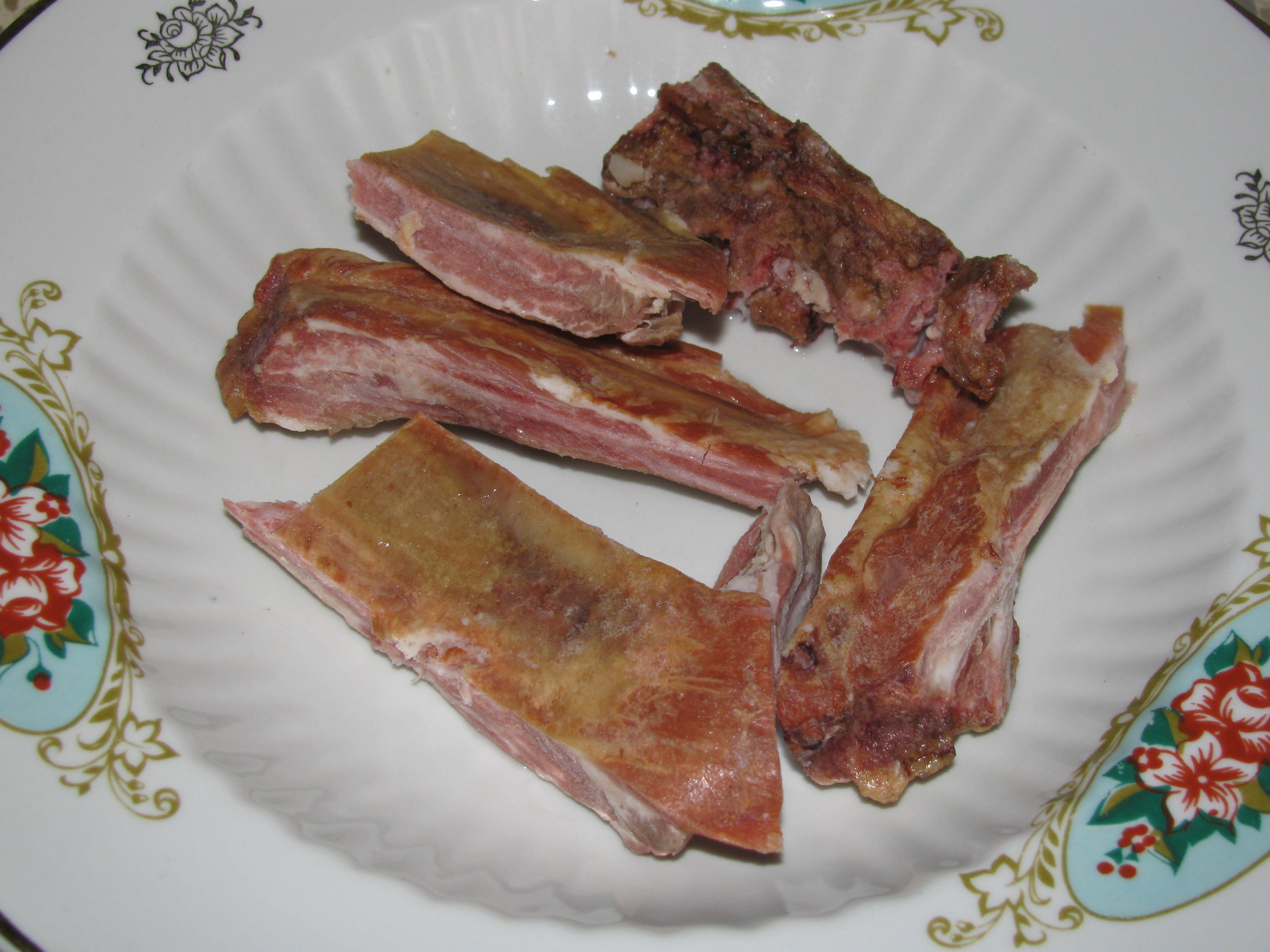
Копчені свинячі ребра порційні
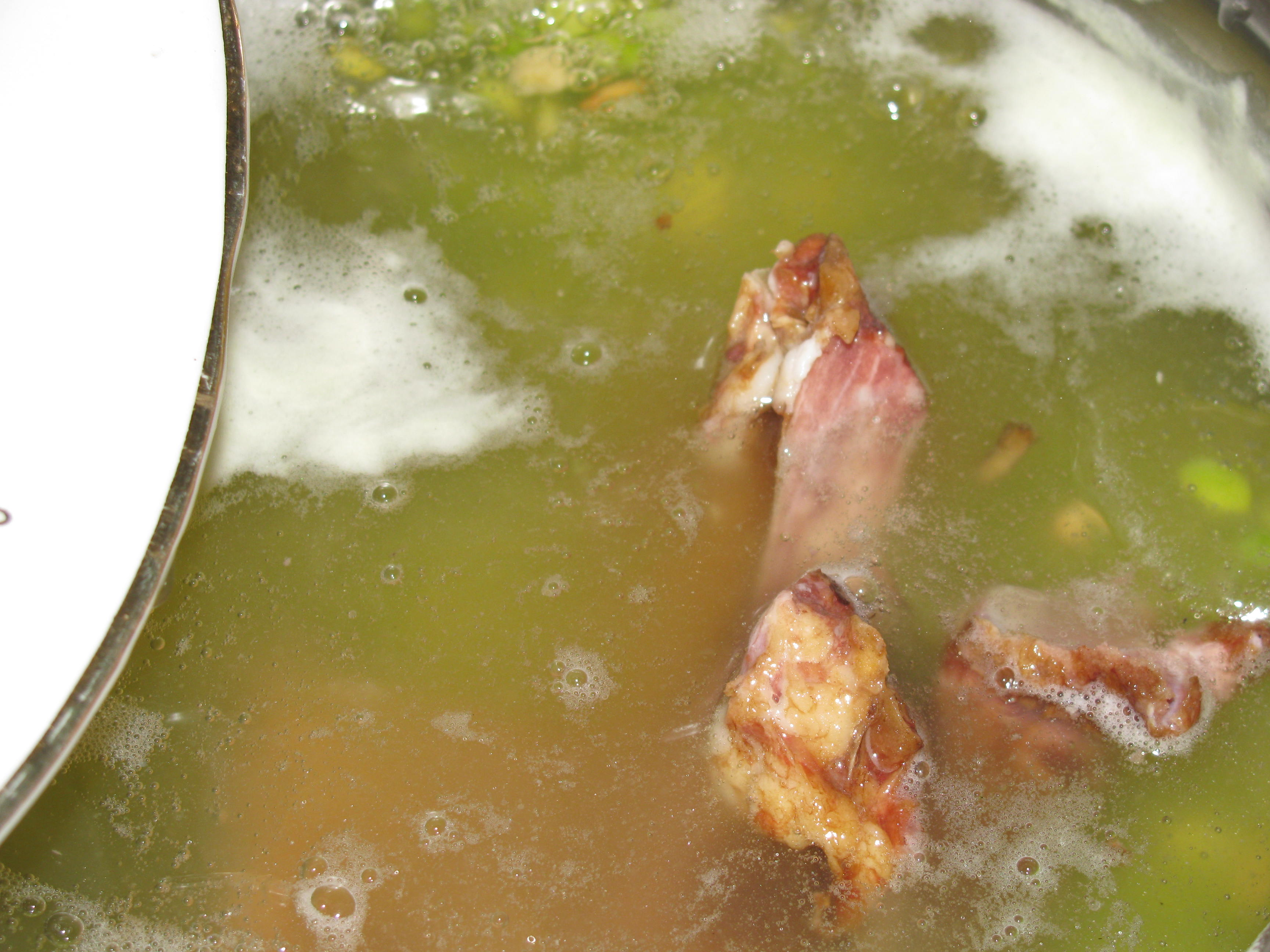
Процес закладки копчених свинячих ребер
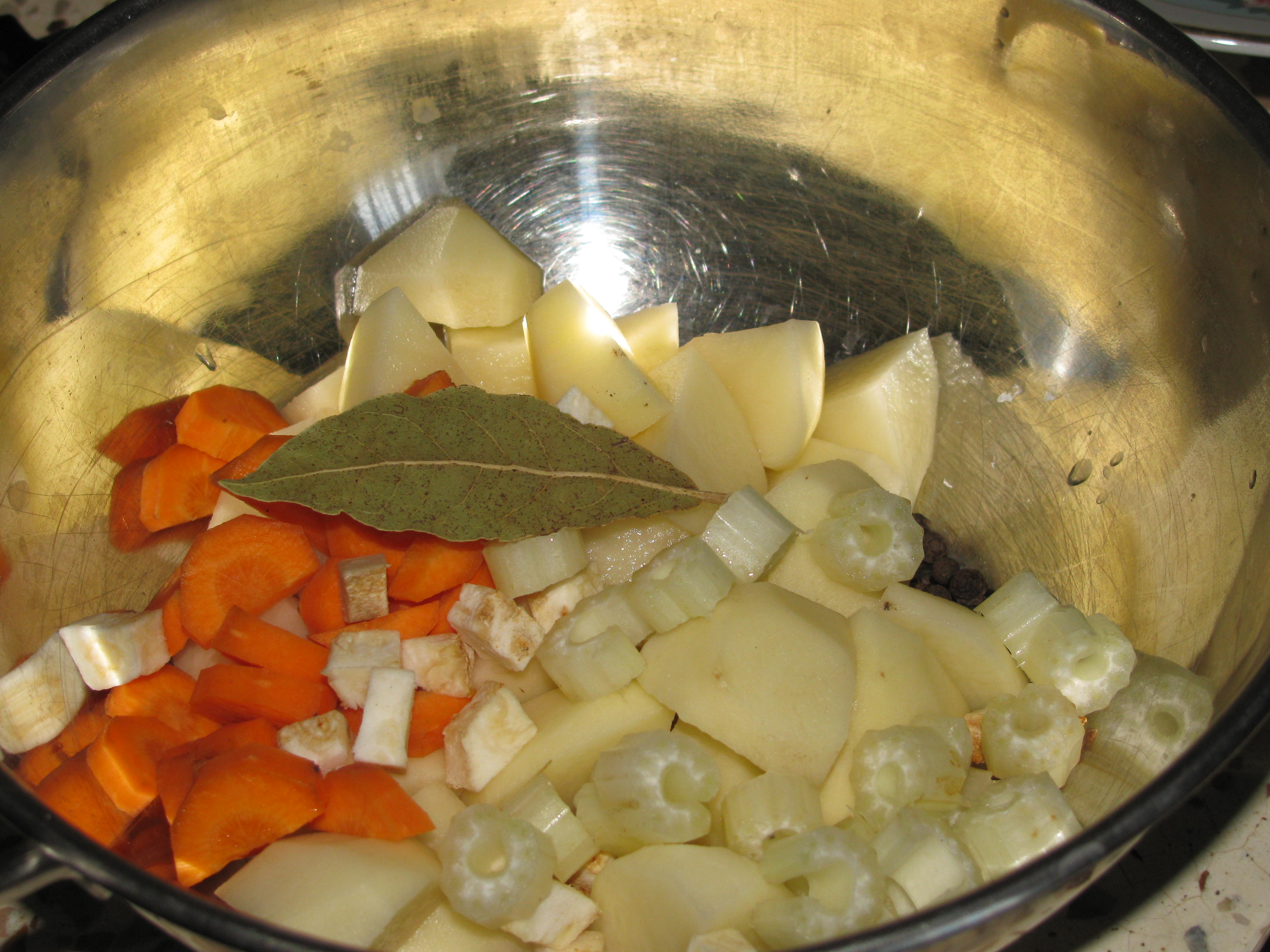
Підготовлені овочі
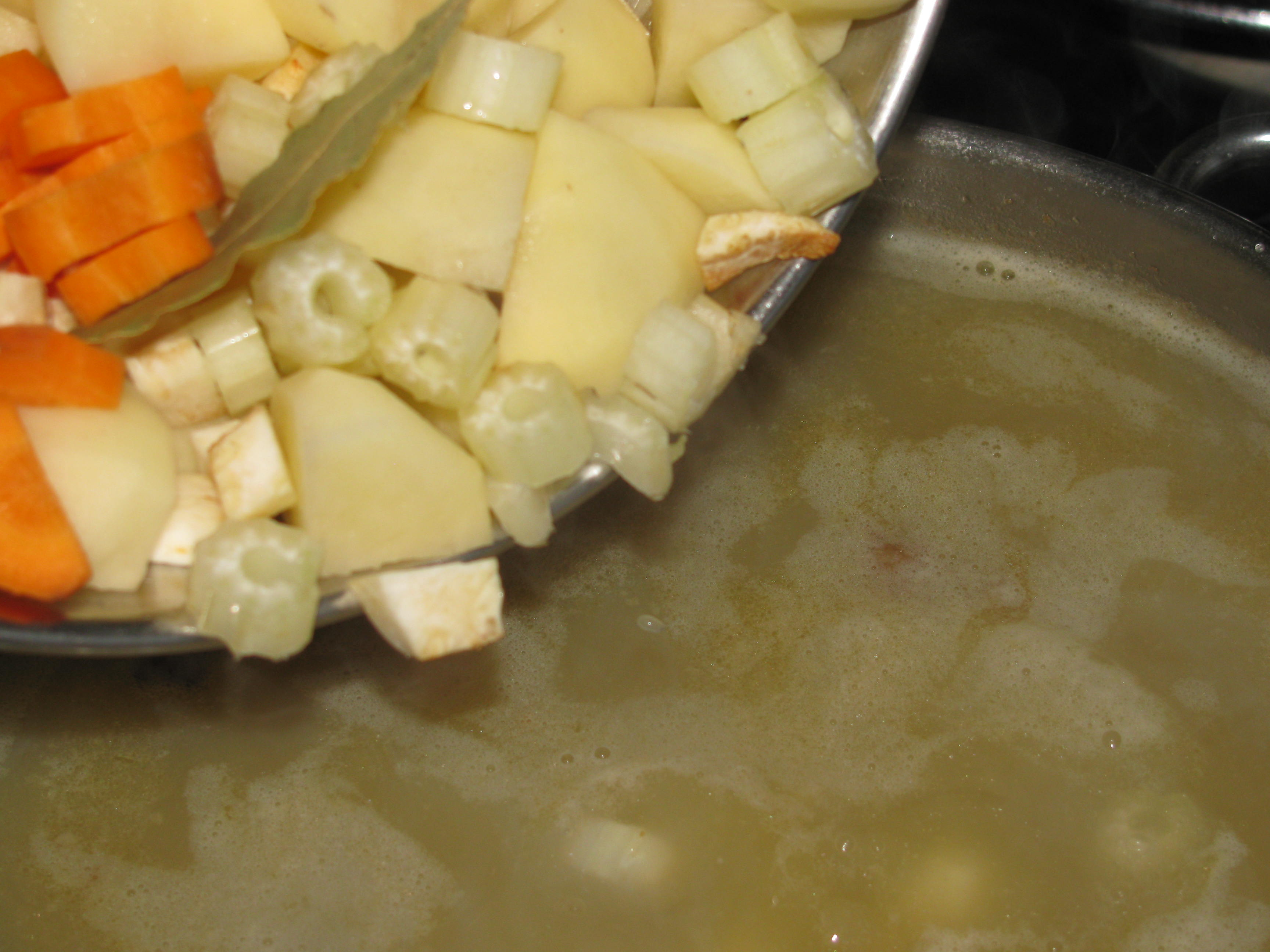
Закладка овочів
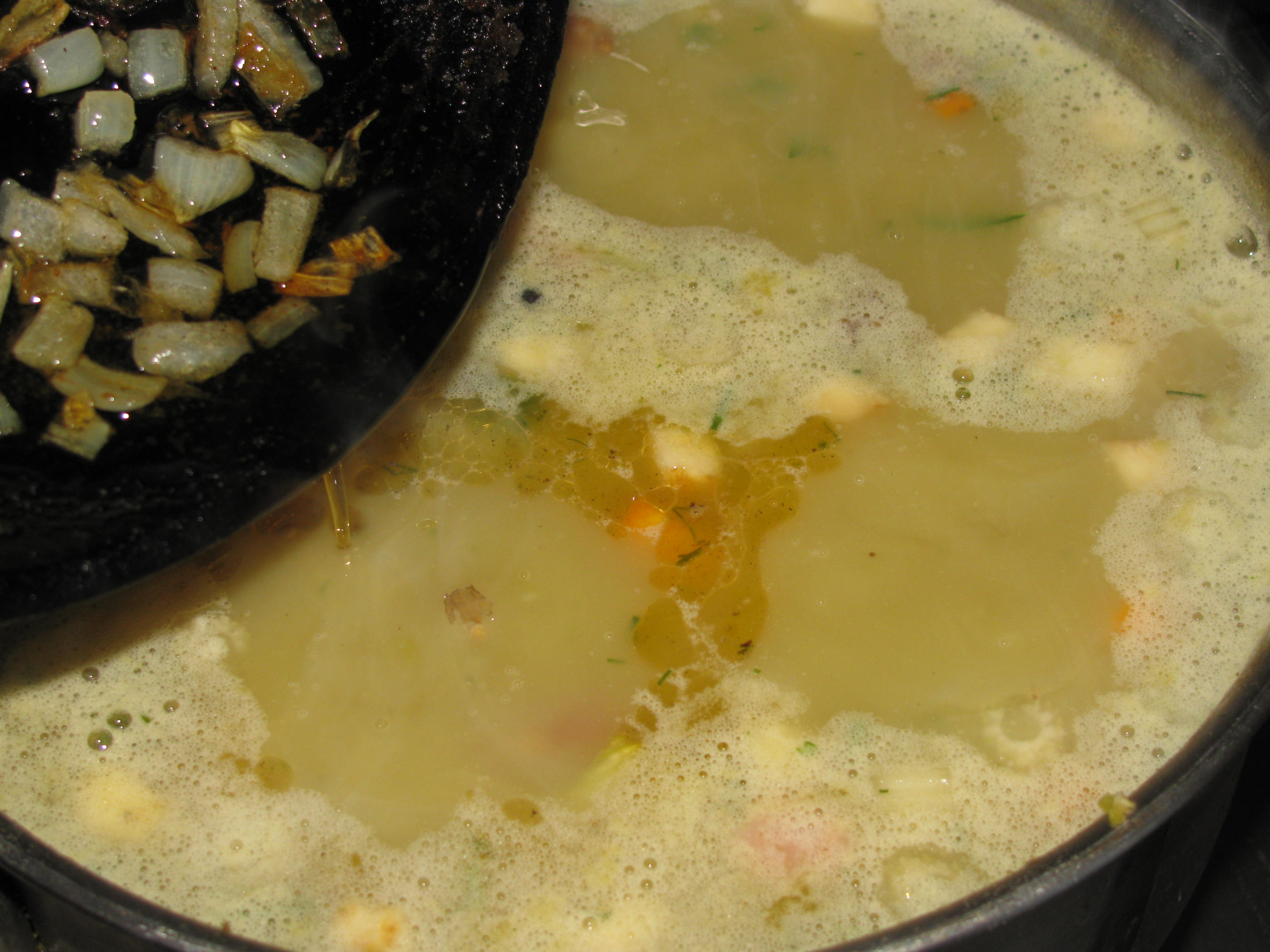
Заправка обсмаженою цибулею на вершковому маслі‎
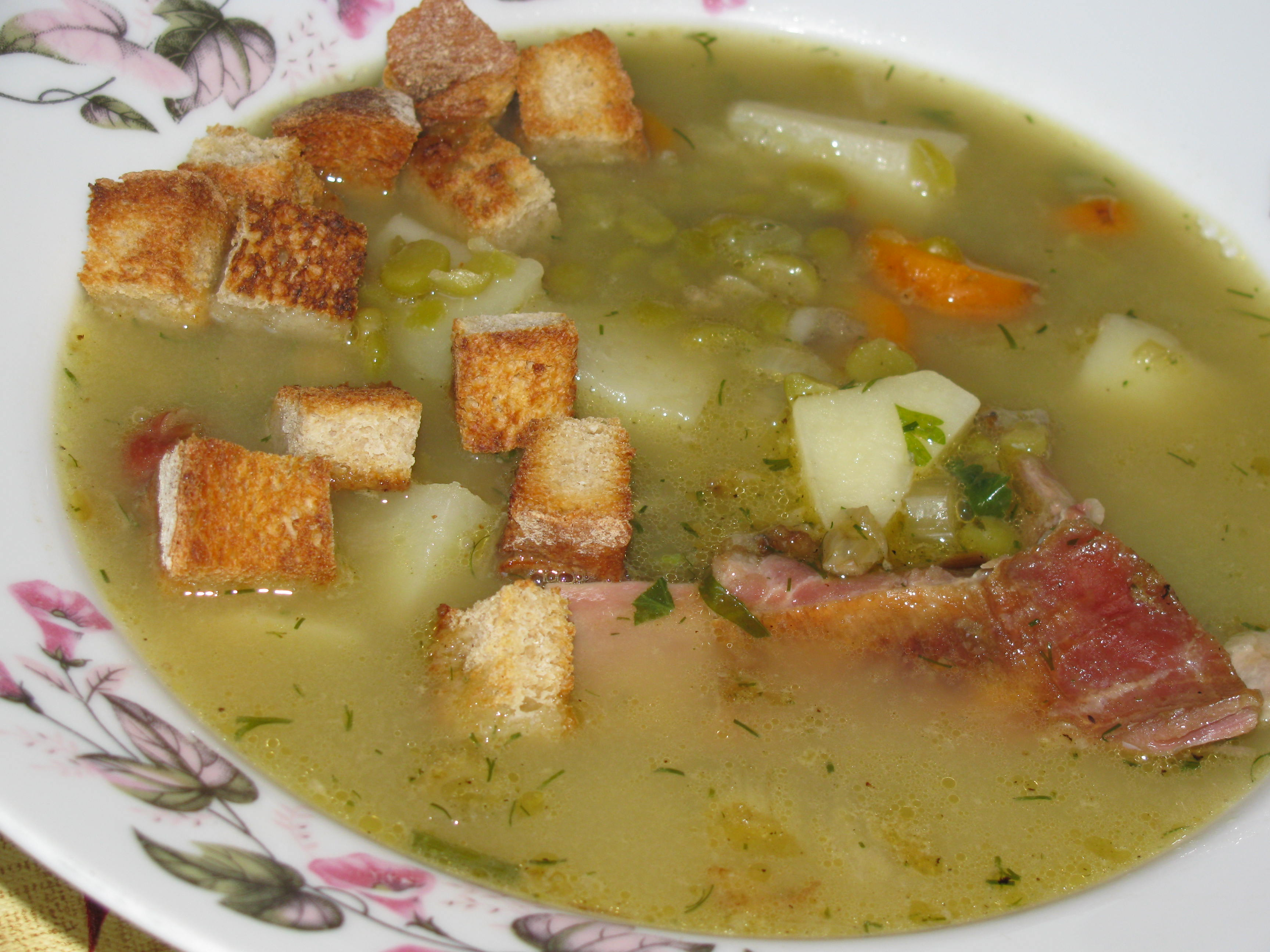
Суп гороховий із сухариками
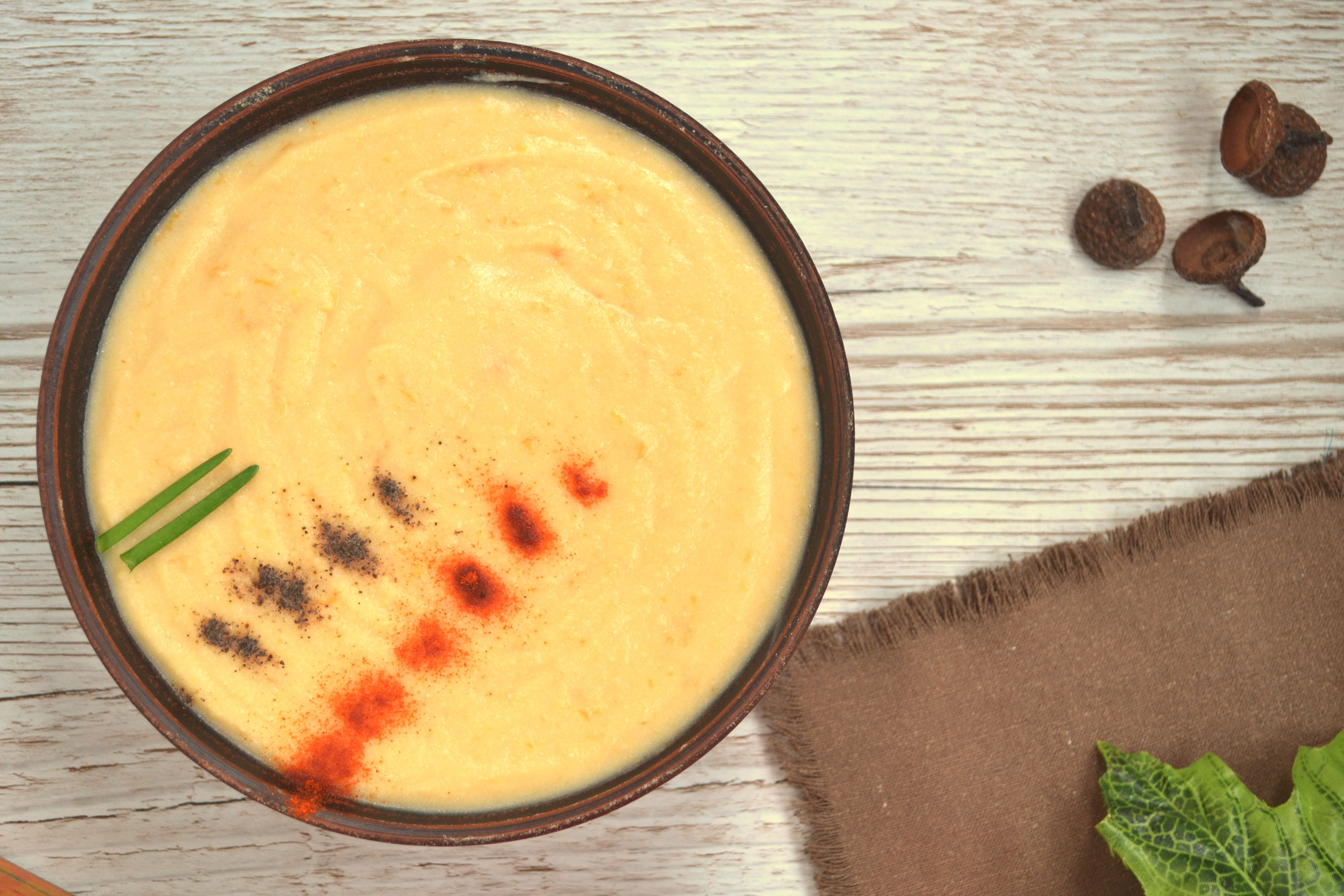
Гороховий суп-пюре